# Aprilia SRV 850
Die Aprilia SRV 850 ist ein Motorroller des italienischen Anbieters Aprilia, der seit 2012 auf dem deutschen Markt erhältlich ist.

## Technik
Der SRV 850 galt bei seiner Markteinführung als der schnellste Serienroller und löste damit das fast baugleiche Modell GP 800 von Gilera ab, das bis 2012 angeboten wurde. Der wassergekühlte 90 Grad-V2-Motor leistet 56 kW (76 PS) und ist baugleich mit dem des Schwestermodells Aprilia Mana 850. Er ermöglicht eine Höchstgeschwindigkeit von 193 km/h sowie eine Beschleunigung in 5,7 Sekunden von 0 auf 100 km/h. Die Kraftübertragung erfolgt über ein CVT-Getriebe per Kette an das Hinterrad. Die für einen Roller relativ großen Räder von 16 Zoll (120/70) vorne und 15 Zoll (160/60) hinten sollen, in Verbindung mit dem langen Radstand, für einen guten Geradeauslauf sorgen.
In der Bundesrepublik Deutschland wurde der Roller von 2013 bis 2016 mit serienmäßigem Zweikanal-Antiblockiersystem von Continental sowie Traktionskontrolle angeboten.